# Suzuki RE 5
Die Suzuki RE 5 ist ein Motorrad des japanischen Herstellers Suzuki. Der Name leitet sich aus Rotary Engine (engl. für Wankelmotor) und dem Kammervolumen von rund 500 cm3 her.
Vergleichbare Modelle sind die Hercules W 2000, die Van Veen OCR 1000 und die Modelle Commander und F1 von Norton Motorcycles.

## Beschreibung
Es wird von einem Einscheiben-Wankelmotor mit 498 cm3 Kammervolumen angetrieben. Der Motor leistet 45,6 kW (62 PS) bei 6500 min−1 und hat ein maximales Drehmoment von 74,5 Nm bei 3500 min−1.

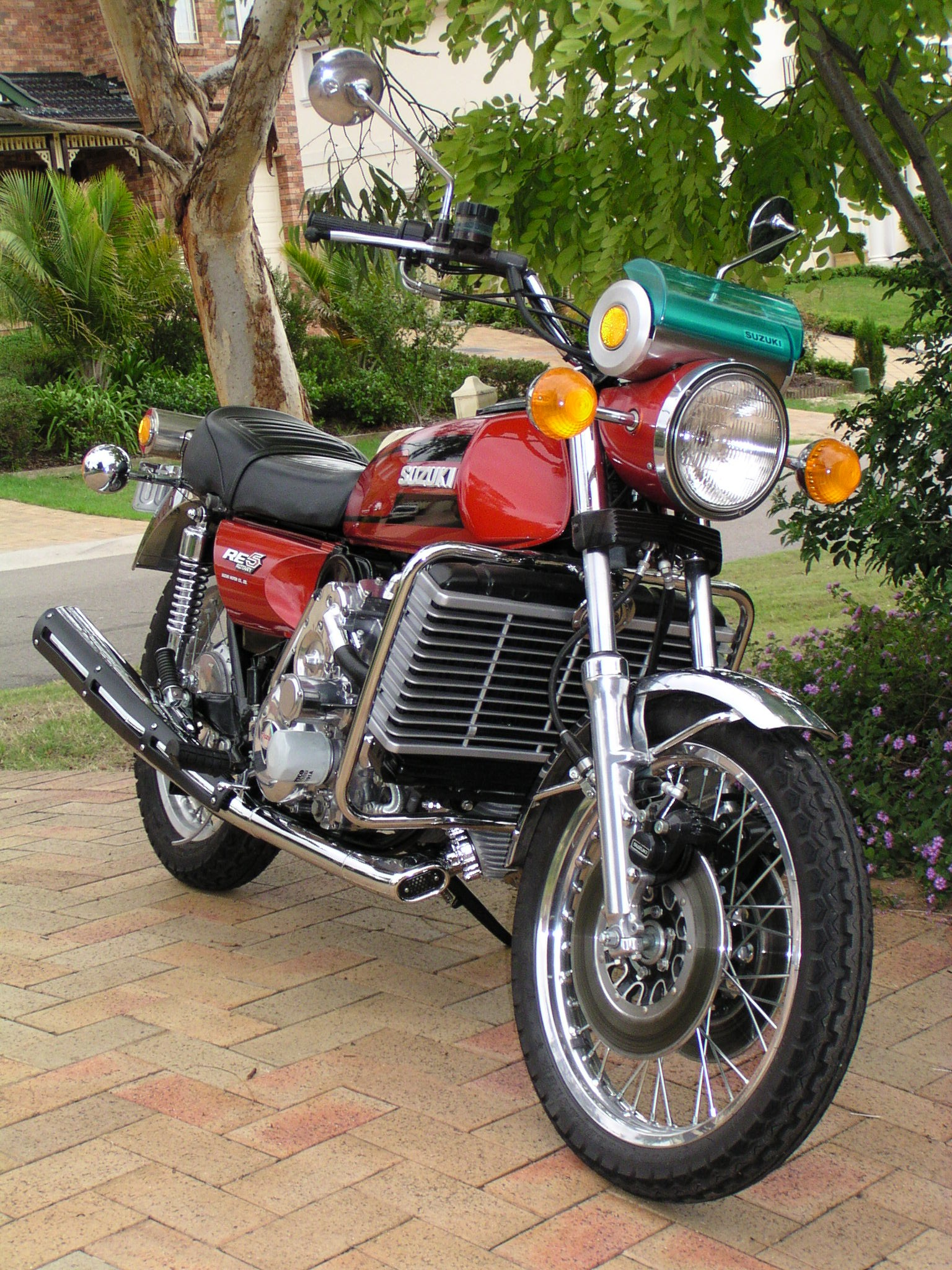
Suzuki RE 5 M 1975

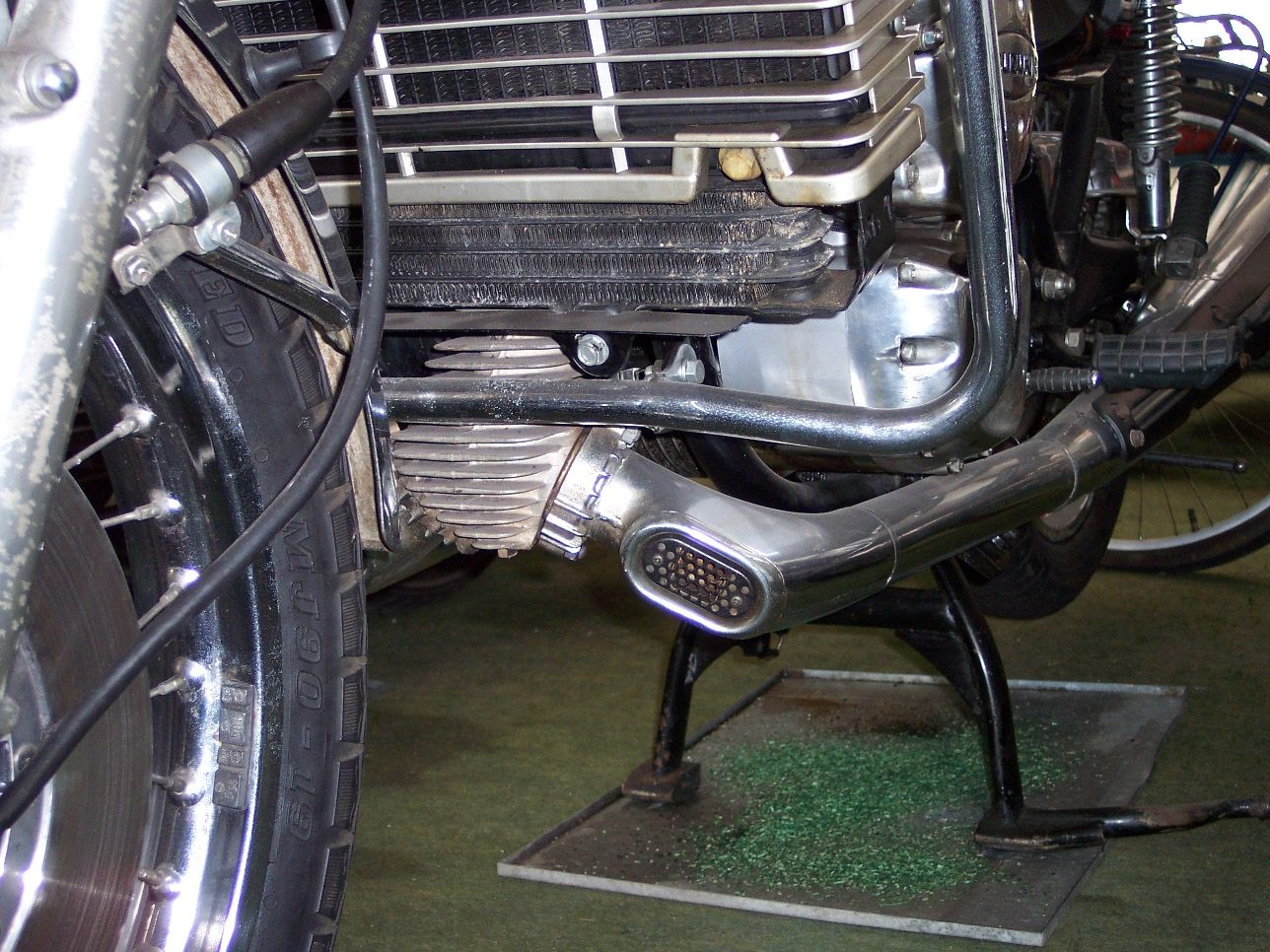
Kühler, Ölkühler und luftgekühlte doppelwandige Auspuffrohre einer RE 5

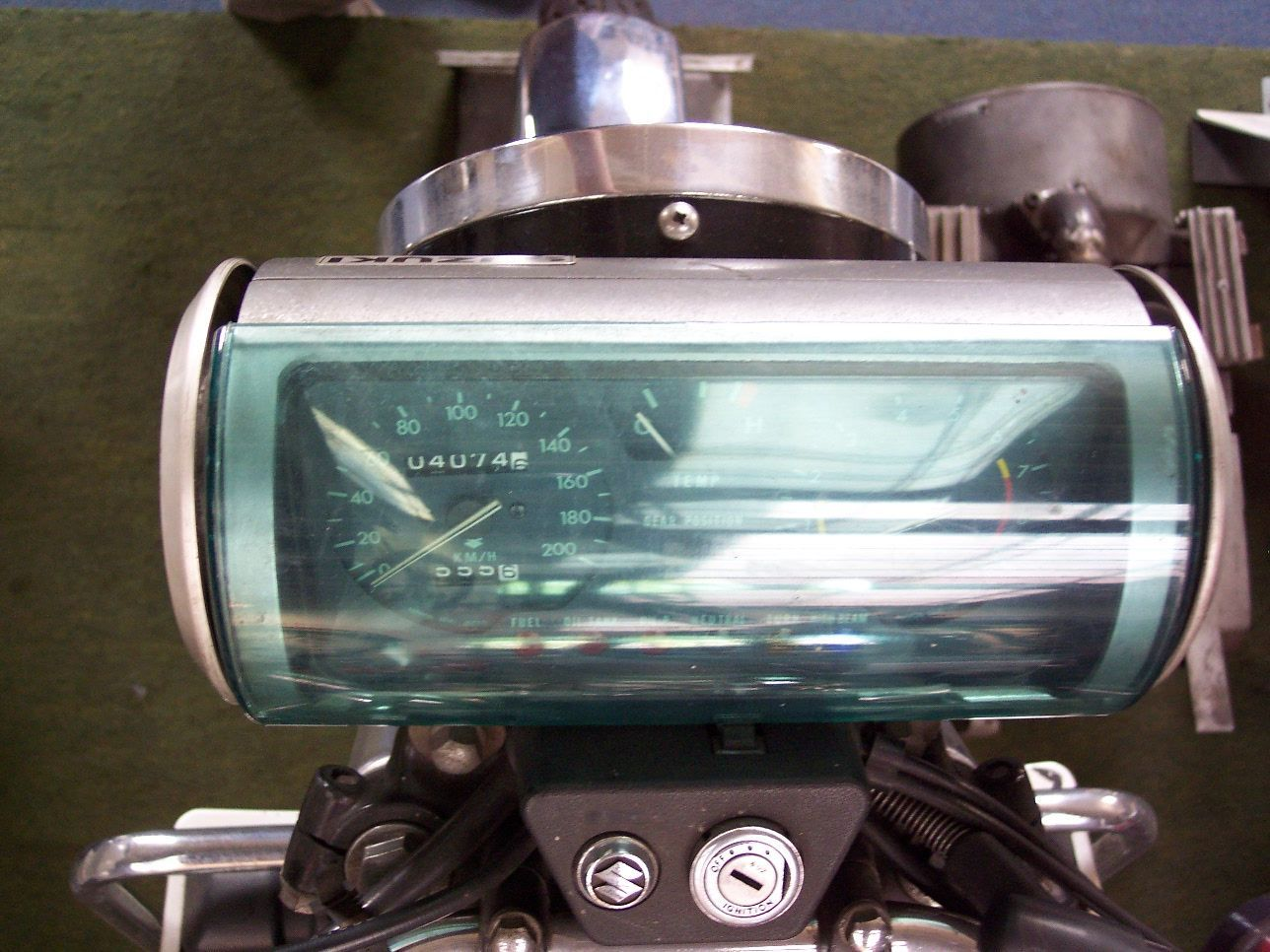
Die Armaturen einer RE 5 M 1975

Vorgestellt wurde es 1973 auf der Tokyo Motor Show. Ab 1975 wurde die RE 5 dann für drei Jahre produziert. Offiziell wurden von Suzuki nur 50 Stück der RE 5 nach Deutschland importiert. Auch wenn man die Zahl der nicht offiziell importierten RE 5 dazurechnet, kamen weniger als 100 Modelle nach Deutschland. Der Großteil der Produktion ging in die USA. In Deutschland sind noch drei Exemplare dieses Typs zugelassen; ein weiteres Exemplar wird als Teil der Dauerausstellung „Wankelmotor“ im Museum Autovision gezeigt.
Zu unterscheiden ist das Modell RE 5 M (Modelljahr 1975) und RE 5 A (Modelljahr 1976). Nur die RE 5 M des Modelljahrs 1975 in der Originalversion besitzt einige ganz typische und einmalige Designmerkmale: Sowohl das Gehäuse der Cockpitinstrumente als auch das Rücklicht haben die Form eines liegenden Zylinders. Die Blinkleuchten sind kugelförmig.
Das Modell RE 5 A hatte dann die konventionellen Instrumente und Leuchten von der Suzuki GT 750 „Wasserbüffel“. Der Motor leistet nun 46,1 kW (62,8 PS) bei 6500 min−1 und hat ein Drehmoment von 75,5 Nm bei 3500 min−1. Die Zündung war als Kondensator-Zündanlage mit zwei Unterbrechern ausgeführt, die einen gleichmäßigen Motorlauf gewährleistete. Im Teillastbereich und im Schiebebetrieb zündete ein Kontakt jede zweite Kammer. Bei Volllast wurde der zweite Kontakt, gesteuert durch Drehzahl und Unterdruck im Ansaugtrakt, zugeschaltet und damit jede Kammer gezündet.
Im Jahre 1976 war die RE 5 das teuerste Suzuki-Motorrad und wurde inklusive 11 % Umsatzsteuer für 8.890 DM angeboten, was heute ca. 13.700 Euro entspricht. Der hohe Preis und die schlechte Handlichkeit durch den hohen Schwerpunkt (Gewicht 260 kg) sorgten dafür, dass die RE 5 in Deutschland ein Exot blieb. Deshalb sind auch Ersatzteile schwer zu bekommen.